# بن فاستر
بن فاستر (انگلیسی: Ben Foster؛ زاده ۲۹ اکتبر ۱۹۸۰) هنرپیشه اهل ایالات متحده آمریکا است. وی از سال ۱۹۹۶ میلادی تاکنون مشغول فعالیت بوده‌است.

## فیلم‌شناسی

### سینمایی
- تقلبی (۱۹۹۶)
- ارتفاعات آزادی (۱۹۹۹)
- تمومش کن (۲۰۰۱)
- پروژه لارامی (۲۰۰۲)
- دردسر بزرگ (۲۰۰۲)
- نورث فورک (۲۰۰۳)
- ۱۱:۱۴ (۲۰۰۳)
- مجازاتگر (۲۰۰۴)
- قلب از همه‌چیز فریبکارتر است (۲۰۰۴)
- گروگان (۲۰۰۵)
- آلفا داگ (۲۰۰۶)
- ۳:۱۰ به یوما (۲۰۰۷)[۳]
- ۳۰ روز شب (۲۰۰۷)
- پرندگان آمریکا (۲۰۰۸)
- پیام‌آور (۲۰۰۹)
- پاندروم (۲۰۰۹)
- مکانیک (۲۰۱۱)
- اینجا (۲۰۱۱)
- ۳۶۰ (۲۰۱۱)
- رمپارت (۲۰۱۱)
- قاچاق (۲۰۱۲)
- عزیزانت را بکش (۲۰۱۳)
- آن‌ها بی‌گناهند (۲۰۱۳)
- تنها بازمانده (۲۰۱۳)
- طرح (۲۰۱۵)
- بهترین ساعات (۲۰۱۶)
- اگر سنگ از آسمان ببارد (۲۰۱۶)[۴]
- وارکرفت (۲۰۱۶)
- دوزخ (۲۰۱۶)
- راک اند رول (۲۰۱۷)
- متخاصمان (۲۰۱۷)
- ردی به جا نگذار (۲۰۱۸)
- گالوستون (۲۰۱۸)
- بازمانده (۲۰۲۱)
- پیمانکار (۲۰۲۲)
- زرنگ‌بازی (۲۰۲۲)
- قرون وسطایی (۲۰۲۲)
- رهاسازی (۲۰۲۳)
- بهترین مهربان (۲۰۲۳)
- گوشه تیز (۲۰۲۴)
- پادشاه عاج (۲۰۲۴)
- سفر دراز روز در شب (۲۰۲۵)
- کریستی (۲۰۲۵)
- موتورسوار شهر (۲۰۲۵)
- بن‌بست (۲۰۲۶)

### تلویزیونی
- فلش رو به جلو (۱۹۹۵ الی ۱۹۹۶)
- شما آرزو می‌کنید (۱۹۹۷ الی ۱۹۹۸)
- من منتظر تو بودم (تله‌فیلم ۱۹۹۸)
- صبحانه با انیشتین (تله‌فیلم ۱۹۹۸)
- قانون خانواده (۱۹۹۹ الی ۲۰۰۲)
- بنگ بنگ شما مردید (تله‌فیلم-۲۰۰۲)
- بوستون پابلیک (۲۰۰۴-دو قسمت)
- شش فوت زیر زمین (۲۰۰۲ الی ۲۰۰۵)
- منطقه مرده (۲۰۰۷)
- نام من ارل است (۲۰۰۷-دو قسمت)
- مرغ ربات (۲۰۱۲-صداپیشه)